# Myrmidon de Cherrie
Myrmotherula cherriei
Pour les articles homonymes, voir Myrmidon et Cherrie.
Espèce
Statut de conservation UICN

 LC  : Préoccupation mineure
Le Myrmidon de Cherrie (Myrmotherula cherriei Berlepsch et Hartert, 1902) est une espèce de passereau appartenant à la famille des Thamnophilidae.

## Divers
Le nom de cette espèce commémore George Kruck Cherrie (1865-1946).